# 尼古拉·波德戈尔内
尼古拉·维克托罗维奇·波德戈尔内（1903年2月18日—1983年1月12日），苏联烏克蘭裔党和国家领导人。曾任乌克兰共产党中央第一书记，苏联最高苏维埃主席团主席。
1964年10月，波德戈尔内参与了取代苏联领导人尼基塔·赫鲁晓夫的政变。此后，作为集体领导的一员，波德戈尔内与总理阿列克谢·柯西金和总书记列昂尼德·勃列日涅夫组成了非正式的三头政治联盟（也称为三驾马车）。1965年12月6日，他取代阿纳斯塔斯·米高扬成为最高苏维埃主席团主席。在1968年布拉格之春危机之后，柯西金的地位受损，波德戈尔内成为仅次于勃列日涅夫的国内第二大权势人物。此后，随着勃列日涅夫巩固对政权的控制，他对政策的影响力下降。到1977年6月，他被免去主席团主席和政治局委员职务。被解除苏联领导职务后，波德戈尔内被迫退出政坛，直至1983年去世。

## 生平
- 1903年2月5日（格里历：2月18日）出生于俄罗斯帝国波尔塔瓦省(今乌克兰)君士坦丁堡区卡尔利夫卡村的一个工人家庭。
- 1917年-1921年，当地锁匠，共青团早期组织者之一。
- 1921年-1923年，共青团卡罗夫斯基区委员会书记。
- 1923年-1926年，基辅理工学院学习。
- 1926年-1931年，基辅食品工业技术研究所学习。1930年加入联共（布）。
- 1931年-1933年，基辅州Andrushevsky制糖厂总工程师高级助理。
- 1933年-1935年，基辅州Monastyryshchensky制糖厂副总工程师。
- 1935年-1937年，基辅州Kozhansky制糖厂总工程师。
- 1937年-1939年，文尼察州Kamyanets-Podilsky地区制糖厂首席工程师。
- 1939年4月-1940年，乌克兰苏维埃社会主义共和国食品工业副人民委员。
- 1940年-1942年，苏联食品工业副人民委员（英语：Ministry of Food Industry）。
- 1942年-1944年，莫斯科食品工业技术学院院长。
- 1944年5月-1946年，乌克兰苏维埃社会主义共和国食品工业副人民委员，兼任乌克兰苏维埃社会主义共和国人民委员会理事会首席专员。负责安置乌克兰移民前往苏联占领的波兰领土。
- 1946年-1950年5月，乌克兰苏维埃社会主义共和国部长会议常驻代表。
- 1950年5月-1953年8月，乌共（布）哈尔科夫州委第一书记。
- 1953年8月-1957年12月，乌共中央第二书记。
- 1957年12月-1963年7月，乌共中央第一书记。
- 1963年6月-1965年12月，苏共中央书记，主管轻工业工作。
- 1965年12月-1977年6月，苏联最高苏维埃主席团主席。
- 1977年6月起退休。
- 1983年1月11日于莫斯科去世，享年79岁。葬于新圣女公墓。

波德戈尔内是苏共19-25大代表；第20-25届中央委员，第20届中央主席团候补委员，第20-22届中央主席团委员，第23-25届中央政治局委员；第4-9届苏联最高苏维埃联盟院代表，第2-6届乌克兰苏维埃社会主义共和国最高苏维埃代表，第7-9届俄罗斯苏维埃联邦社会主义共和国最高苏维埃代表。

## 荣誉
苏联：
- 两次社会主义劳动英雄称号（1963,1973）
- 五次列宁勋章（1957,1958,1963,1971,1973）
- 劳动红旗勋章（1948）
- 劳动英勇奖章（1959）
- 纪念列宁诞辰一百周年奖章
- 保卫莫斯科奖章
- 1941-1945年伟大卫国战争中忘我劳动奖章
- 退休劳动者奖章
- 苏共建党五十周年纪念章

芬兰：
- 白玫瑰勋章

捷克斯洛伐克：
- 一级白狮勋章（1970）

索马里：
- 索马里之星勋章

伊朗：
- 纪念波斯帝国建立2500周年纪念章[3]

## 備註
1. ↑  俄語羅馬化：Nikolay Viktorovich Podgorny，發音：[nʲɪkɐˈlaj ˈvʲiktərəvʲɪtɕ pɐdˈgornɨj]
2. ↑  烏克蘭語羅馬化：Mykola Viktorovych Pidhornyi